# アエトゥサ (小惑星)
アエトゥサ (1064 Aethusa) は、小惑星帯の小惑星である。カール・ラインムートがハイデルベルクのケーニッヒシュトゥール天文台で発見した。
セリ科植物のイヌニンジン属 (Aethusa) に因んで名付けられた。